# 今津光男
今津 光男（いまづ みつお、1938年7月8日 - 2005年11月7日）は、兵庫県尼崎市出身のプロ野球選手（内野手）・コーチ。

## 経歴

### 高校時代
母子家庭で育ち、尼崎高校では甲子園に投手として3度出場。2年次の1955年に春の選抜で準決勝へ進出するが、山本八郎・坂崎一彦を擁する浪華商に0-1で敗退。3年次の1956年は選抜準々決勝で県岐阜商の清沢忠彦に完封を喫し、夏の選手権では1回戦で青野修三を擁する西条高に惜敗。

### 現役時代
卒業後の1957年に中日ドラゴンズへ入団し、1年目から二軍ではエースとして活躍。防御率0.23でウエスタン・リーグ最優秀防御率を獲得するが、これは現在も破られていない。一軍では登板予定日が2度も雨に降られてチャンスを逃し、夏場に肘を痛めたため、自ら希望して遊撃手に転向。結局1年目は一軍出場が無かったが、2年目の1958年には牧野茂に代わりレギュラーとなる。3年目の1959年は故障もあって前田益穂に正遊撃手の座を譲るが、その後も内野の準レギュラーとして活躍。1964年オフに戦力外通告を受けたが、1965年には藤村隆男コーチの誘いで広島カープへ移籍。古葉竹識と二遊間を組み、1968年には初の規定打席（26位、打率.234）にも到達し、9月15日の大洋戦（広島市民）では池田重喜からサヨナラ本塁打を放っている。球団史上初のAクラス入りにも貢献し、1969年までレギュラーの地位を守る。1970年には三村敏之に定位置を譲るが、5月28日の中日戦（広島市民）では延長11回に田辺修からサヨナラ本塁打を放ち、後に「生涯で最も記憶に残る」と語っている。広島には守備と走塁を評価されて移籍したが、「クビ同然で広島に拾われた」と思っていた今津は「とにかく中日をやっつけてやる」の一念で、古巣・中日戦になると目の色を変えた。走攻守に際立った働きを見せたが、堅実な守備には定評があり、投手出身の強肩で三遊間の深い位置に放たれた安打性の打球をアウトにし、捕球から送球まで見事な動きを見せた。グラブ作りの名人でもあり、新品のグラブを何日もかけて手で叩き、水で濡らしては油を塗り込んだ。アパートのベランダに陰干しした後に、さらに練習で使い込み柔らかくしていくという、こだわりようであった。
1974年には上田利治監督に請われて阪急ブレーブスへ移籍し、1975年には日本シリーズで古巣・広島と対戦。敵将となった古葉が「今津がいるからやりにくいよ」と言ったように、カープを丸裸にした。1976年には日本ハムファイターズにコーチ兼任として移籍するが、日本ハムでは一軍出場は無く、同年限りで現役を引退。

### 引退後
引退後は日本ハム（1977年 - 1983年・1985年 - 1986年一軍内野守備コーチ, 1984年一軍守備・走塁コーチ）、オリックス（1990年一・二軍走塁コーチ→1991年一軍守備・走塁コーチ）、近鉄（1992年 - 1993年一軍走塁コーチ→1994年二軍野手総合コーチ）、韓国KBO・サンバンウル（1996年 - 1997年コーチ）でコーチを歴任。指導者としては実技に対しては独特の理論を持ち、選手からも慕われた。日本ハムコーチ時代はザル内野を鍛え上げ、1981年の初優勝と1982年の後期優勝に貢献。オリックスコーチ時代は佐藤和弘と二人三脚の関係であったが、ほぼ「合宿での飲み友達」であったという話もある。1990年には日本ハム戦でトニー・ブリューワへの死球がきっかけで乱闘騒ぎが起こり、日本ハムの近藤和彦一軍打撃コーチを蹴り飛ばした事もあった。1995年秋にはサンバンウルにインストラクターとして招かれ、コーチとしても韓国球界の発展に関わった。今津は「韓国のレベルは日本の二軍の上ぐらい。チームに一人か二人、日本でもやれる選手がいる。10年で日本に追いつき追い越せを目標にやっているが、10年では無理かな」と語っており、帰国後は1998年から中日に入団した李鍾範を注目し、「素晴らしい肩と足を持っている。打撃は内角に弱点があるから2割5分から6分ぐらい。我流でやっていながら、中から上のレベルだ」と評している。
2005年11月7日午後4時50分、肺癌のため東京都清瀬市の病院で死去。67歳没。

## エピソード
- 甲子園での阪神戦の移動日には、弟のように気をかけていた4歳下の記者を必ず尼崎の実家に「出張費が助かるだろうが」とよく泊めていた。息子の帰りを心待ちする母親は手料理と分厚い布団が用意してあり、記者も楽しみにしていた。当時、南観音にあった広島空港から大阪の伊丹まで飛んでいたプロペラ機で40分ほどのフライトであったが、今津は母親を窓側に座らせてを楽しませ、喜ぶ母親の顔に表情を緩ませていた[1]。

- 今津は中日時代から喜劇俳優の伴淳三郎によく似ていると言われており、伴からも息子のように可愛がられていた。名古屋遠征では、伴が出演する御園座公演があると、記者と一緒に楽屋を訪ねた。女優の清川虹子からも「ミッちゃん来たの」と声を掛けられていた[1]。

## 詳細情報

### 年度別打撃成績
| 年 度      | 球 団      | 試 合 | 打 席 | 打 数 | 得 点 | 安 打 | 二 塁 打 | 三 塁 打 | 本 塁 打 | 塁 打 | 打 点 | 盗 塁 | 盗 塁 死 | 犠 打 | 犠 飛 | 四 球 | 敬 遠 | 死 球 | 三 振 | 併 殺 打 | 打 率 | 出 塁 率 | 長 打 率 | O P S |
| ---------- | ---------- | ----- | ----- | ----- | ----- | ----- | -------- | -------- | -------- | ----- | ----- | ----- | -------- | ----- | ----- | ----- | ----- | ----- | ----- | -------- | ----- | -------- | -------- | ----- |
| 1958       | 中日       | 102   | 278   | 265   | 20    | 46    | 10       | 0        | 3        | 65    | 13    | 5     | 5        | 8     | 1     | 4     | 0     | 0     | 47    | 6        | .174  | .186     | .245     | .431  |
| 1959       | 中日       | 32    | 34    | 34    | 4     | 5     | 1        | 1        | 0        | 8     | 2     | 1     | 0        | 0     | 0     | 0     | 0     | 0     | 8     | 0        | .147  | .147     | .235     | .382  |
| 1960       | 中日       | 100   | 163   | 148   | 11    | 30    | 8        | 0        | 0        | 38    | 12    | 11    | 5        | 5     | 0     | 9     | 0     | 1     | 19    | 3        | .203  | .253     | .257     | .510  |
| 1962       | 中日       | 56    | 41    | 39    | 13    | 8     | 0        | 0        | 1        | 11    | 5     | 0     | 3        | 2     | 0     | 0     | 0     | 0     | 4     | 1        | .205  | .205     | .282     | .487  |
| 1963       | 中日       | 101   | 130   | 119   | 10    | 21    | 2        | 2        | 0        | 27    | 7     | 1     | 1        | 4     | 2     | 5     | 0     | 0     | 10    | 1        | .176  | .210     | .227     | .437  |
| 1964       | 中日       | 58    | 131   | 118   | 10    | 21    | 6        | 0        | 1        | 30    | 7     | 5     | 2        | 5     | 1     | 7     | 0     | 0     | 12    | 0        | .178  | .224     | .254     | .478  |
| 1965       | 広島       | 81    | 178   | 162   | 11    | 27    | 4        | 0        | 1        | 34    | 13    | 3     | 3        | 3     | 1     | 10    | 0     | 2     | 25    | 3        | .167  | .224     | .210     | .434  |
| 1966       | 広島       | 116   | 340   | 313   | 30    | 71    | 12       | 2        | 1        | 90    | 17    | 9     | 4        | 11    | 0     | 13    | 0     | 3     | 35    | 10       | .227  | .264     | .288     | .552  |
| 1967       | 広島       | 115   | 337   | 308   | 25    | 57    | 9        | 1        | 2        | 74    | 20    | 13    | 3        | 9     | 1     | 17    | 0     | 2     | 31    | 10       | .185  | .232     | .240     | .473  |
| 1968       | 広島       | 128   | 446   | 411   | 39    | 96    | 19       | 2        | 7        | 140   | 20    | 25    | 18       | 9     | 1     | 25    | 0     | 0     | 66    | 9        | .234  | .278     | .341     | .618  |
| 1969       | 広島       | 115   | 362   | 336   | 35    | 63    | 9        | 0        | 1        | 75    | 11    | 19    | 5        | 6     | 1     | 15    | 0     | 4     | 39    | 8        | .188  | .231     | .223     | .454  |
| 1970       | 広島       | 100   | 207   | 192   | 12    | 38    | 6        | 1        | 1        | 49    | 11    | 9     | 9        | 4     | 0     | 11    | 1     | 0     | 24    | 5        | .198  | .241     | .255     | .497  |
| 1971       | 広島       | 55    | 83    | 72    | 9     | 15    | 1        | 0        | 0        | 16    | 8     | 2     | 0        | 2     | 0     | 8     | 1     | 1     | 7     | 4        | .208  | .296     | .222     | .519  |
| 1972       | 広島       | 47    | 63    | 61    | 7     | 9     | 0        | 0        | 0        | 9     | 1     | 3     | 2        | 1     | 0     | 1     | 0     | 0     | 12    | 2        | .148  | .161     | .148     | .309  |
| 1973       | 広島       | 73    | 113   | 108   | 8     | 21    | 1        | 2        | 0        | 26    | 7     | 5     | 0        | 2     | 0     | 3     | 1     | 0     | 14    | 1        | .194  | .216     | .241     | .457  |
| 1974       | 阪急       | 62    | 82    | 76    | 12    | 14    | 0        | 0        | 0        | 14    | 3     | 3     | 2        | 3     | 0     | 3     | 0     | 0     | 8     | 1        | .184  | .215     | .184     | .399  |
| 1975       | 阪急       | 48    | 14    | 14    | 3     | 2     | 0        | 0        | 0        | 2     | 0     | 0     | 0        | 0     | 0     | 0     | 0     | 0     | 0     | 0        | .143  | .143     | .143     | .286  |
| 通算：17年 | 通算：17年 | 1389  | 3002  | 2776  | 259   | 544   | 88       | 11       | 18       | 708   | 157   | 114   | 62       | 74    | 8     | 131   | 3     | 13    | 361   | 64       | .196  | .236     | .255     | .491  |

- 各年度の太字はリーグ最高

### 記録
- 1000試合出場：1969年10月12日 ※史上144人目

### 背番号
- 36 （1957年 - 1958年）
- 6 （1959年 - 1961年途中、1966年 - 1973年）
- 56 （1961年途中 - 同年終了）
- 4 （1962年 - 1963年）
- 2 （1964年）
- 48 （1965年）
- 57 （1974年）
- 31 （1975年）
- 30 （1976年）
- 87 （1977年 - 1986年）
- 77 （1990年 - 1994年）